# Ivan Stedman
Ivan Cuthbert Stedman (Oakleigh, 13 aprile 1895 – Prahran, 7 gennaio 1979) è stato un nuotatore australiano.

## Palmarès

### Olimpiadi
- Argento a Anversa 1920 nella staffetta 4x200 metri stile libero.